# Nolandella hibernica
 (janvier 2025).
Nolandella, Nolandellidae
Famille
Genre
Espèce
Nolandella hibernica, unique représentant du genre Nolandella et de la famille des Nolandellidae, est une espèce d'amibes de l'ordre des Euamoebidés (classe des Tubulinés).

## Étymologie
Le nom de genre Nolandella, « nommé en l'honneur du regretté professeur Lowell E. Noland (d) de l'université du Wisconsin ».

## Description
Nolandella est une amibe uninucléée (dotée d'un seul noyau). Quand elle est en mouvement, elle ressemble à une limace du genre Limax, avec une certaine activité éruptive produisant des renflements hyalins et des changements fréquents de forme. Le nucléole se désintègre pendant la mitose. Elle présente une couche superficielle d'éléments
hexagonaux étroitement serrés, d'un diamètre d'environ 35 nm. Dans la cellule existe un dictyosome.

## Habitat
Nolandella hibernica est une espèce marine.

## Systématique
Le nom valide de ce taxon est Nolandella hibernica (Page (d), 1980) Page, 1983.
Nolandella hibernica a pour synonyme : Hartmannella hibernica Page, 1980

## Publication originale
- (en) Frederic C. Page, Marine Gymnamoebae, Cambridge, Institute of Terrestrial Ecology, 1983, 54 p. (ISBN 0-9042-8275-9, lire en ligne).